# Стрешневы
Стрешневы — русский дворянский род.

## Происхождение и история рода
Род Стрешневых происходит от выехавшего к великому князю Ивану Васильевичу из Польши с Полоцкого воеводства Дмитрия Яковлевича, чьи потомки жалованы от государей поместьями (1598).
Первый известный представитель рода, дьяк Филипп Стрешнев, в 1543 году был послан в Великие Луки для переговоров о мире с польскими послами. При капитуляции (1549) Колывани (Ревеля) ему поручено было принять все находившиеся в городе воинские запасы.
Василий Иванович Стрешнев участвовал в избрании царя Михаила Фёдоровича (1613).
Род возвысился после брака Евдокии Стрешневой с царём Михаилом Фёдоровичем (1626). Многие из родственников царицы были пожалованы в бояре.
Боярин Тихон Никитич Стрешнев, член пятичленного совета, управлявшего Россией в первую поездку Петра I за границу и пользовался самым значительным влиянием.

## Шаховские-Глебовы-Стрешневы
Род Стрешневых, владевший под Москвой усадьбой Покровское и внесённый в VI-ю часть родословной книги Московской губернии, угас (1802) в связи со смертью не имевшего мужского потомства Ивана Николаевича Стрешнева. Дочь генерал-аншефа Петра Ивановича Стрешнева, Елизавета Петровна, вышла за генерал-аншефа Фёдора Ивановича Глебова. Ей и её детям император Александр I дозволил, указом 19 апреля 1803, именоваться Глебовыми-Стрешневыми.
Высочайше утверждённым (12 октября 1864) мнением  Государственного совета, дозволено отставному полковнику Фёдору Глебову-Стрешневу передать свою фамилию и герб мужу его племянницы, ротмистру Кавалергардского Её Величества полка князю Михаилу Шаховскому и именоваться князем Шаховским-Глебовым-Стрешневым, с тем, чтобы один старший в роде именовался передаваемою фамилию.

## Известные представители
- Иван Филиппович, сын дьяка Филиппа Стрешнева
  - Фёдор Иванович (ум. 1581)
    - Филипп Фёдорович
      - Иван Филиппович (ум. 1613), сын предыдущего, разрядный дьяк в царствование Ивана Грозного, думный дьяк при Лжедмитрии II, потом думный дворянин, воевода в Устюге.
        - Василий Иванович (ум. 1661), боярин

  - Василий Иванович
    - Андрей Васильевич (ум. 1573)
      - Степан Андреевич
        - Фёдор Степанович (ум. 1647), боярин, воевода в Лихвине.
          - Иван Фёдорович Большой, боярин
          - Иван Фёдорович Меньшой, стольник

        - Лукьян Степанович (ум. 1650), боярин
          - Семён Лукьянович (ум. 1666), боярин, известный своим горячим участием в деле низложения патриарха Никона.
          - Евдокия Лукьяновна (1608—1645), вторая жена царя Михаила Фёдоровича, мать царя Алексея Михайловича.
          - Ирина, жена Елизария Чебукова
          - Феодосия, жена Ивана Матюшкина
          - Мария (?Анна), жена князя А. И. Воротынского

        - Сергей Степанович, воевода в Алексине и Воронеже
        - Иван Степанович, воевода 1610—1640-х годов. Церковь в усадьбе Узкое

    - Иван Васильевич
      - Афанасий Иванович

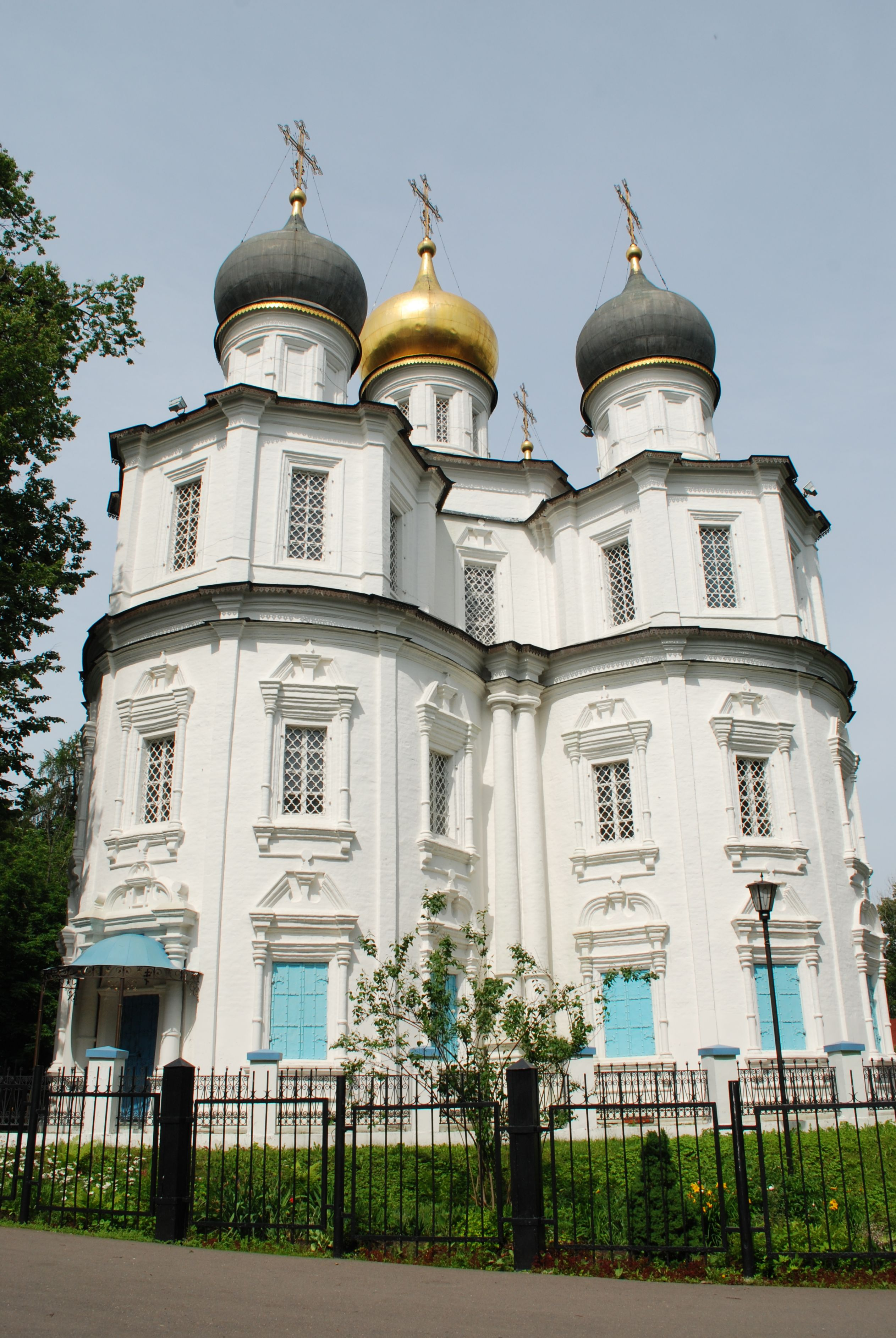
Церковь в усадьбе Узкое

        - Илья Афанасьевич, воевода и дворянин московский
        - Яков Афанасьевич, воевода в Мосальске, Каргополе, Воротынске и Перемышле.
        - Константин Афанасьевич
          - Никита Константинович, боярин, воевода в Ефремове, Вологде, Двинске.
            - Тихон Никитич (1644—1719), доверенное лицо Петра I, московский губернатор, сенатор, владелец усадьбы Узкое.
              - Елена Тихоновна, жена князя И. И. Куракина
              - Иван Тихонович, подполковник
                - Софья Ивановна (ум. 1739), жена князя Б. В. Голицына, мать князя В. Б. Голицына

      - Фёдор Иванович
        - Матвей Фёдорович
          - Родион Матвеевич (ум. 1687), боярин, дядька (воспитатель) царя Петра I.
            - Дарья Родионовна (ум. 1720), жена князя Ф. И. Троекурова
            - Иван Родионович (1665—1722), стольник Главный дом усадьбы Глебовых-Стрешневых в Камергерском переулке, 2009 г.

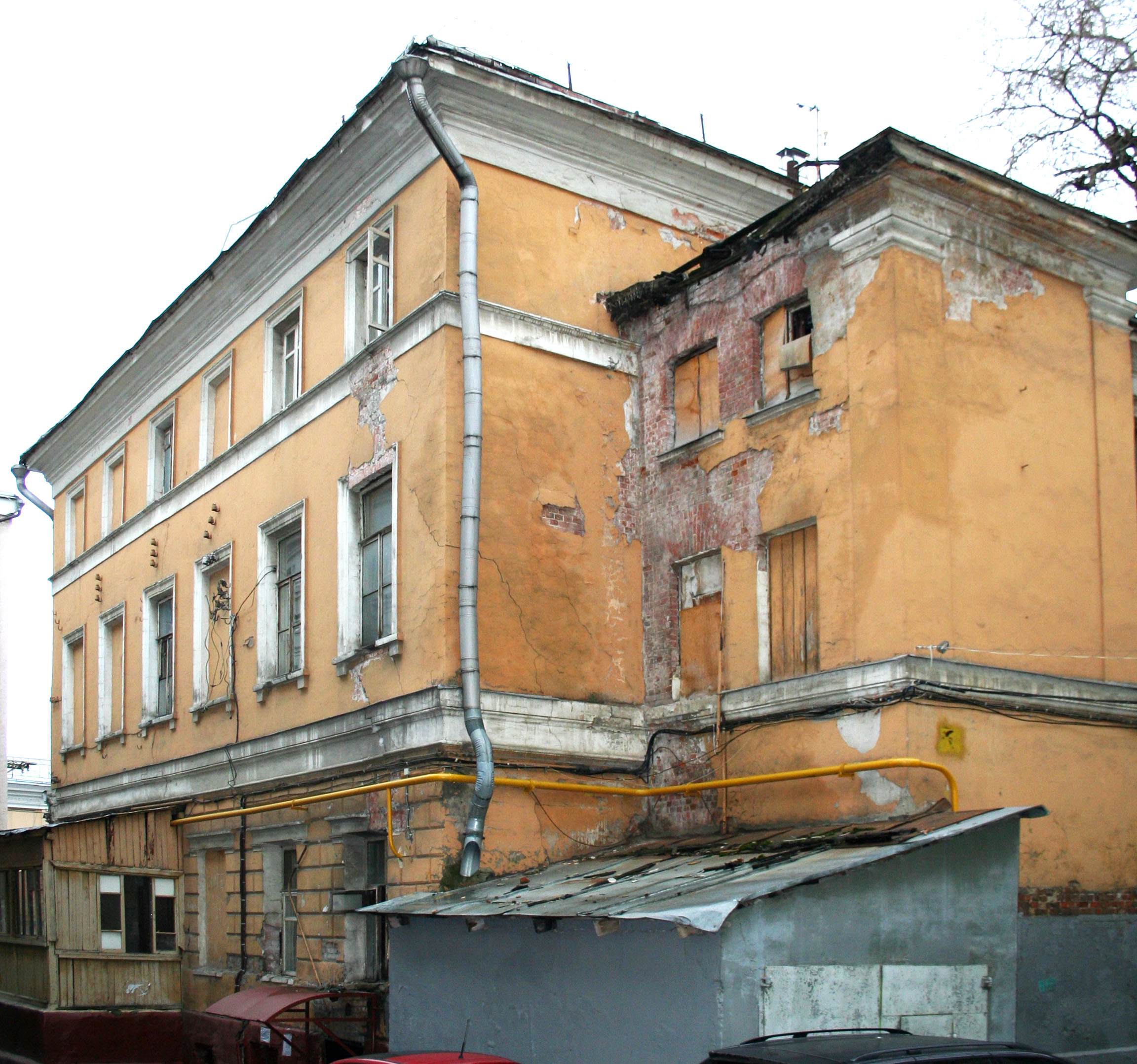
Главный дом усадьбы Глебовых-Стрешневых в Камергерском переулке, 2009 г.

              - Николай Иванович (1706—1745), генерал-майор, женат на кнж. Наталье Алексеевне Шаховской
                - Иван Николаевич (ум. 12 ноября 1802 г.), полковник, последний из Стрешневых.

              - Василий Иванович (1707—1782), камергер, сенатор, тайный советник
              - Пётр Иванович (1711—1771), генерал-аншеф, владелец усадьбы Покровское
                - Елизавета Петровна (1751—1837), статс-дама, жена генерал-аншефа Фёдора Ивановича Глебова; их потомки с 1803 г. носили двойную фамилию Глебовы-Стрешневы

              - Марфа Ивановна (1698—1781), жена вице-канцлера графа А. И. Остермана
              - Прасковья Ивановна, жена князя И. А. Щербатова

        - Максим Фёдорович[2], воевода в Козьмодемьянске, Великом Устюге и Верхотурье
          - Яков Максимович, воевода в Коле и Олонце.

    - Михаил Васильевич
      - Евстафий Михайлович
        - Пётр Евстафьевич, дворянин московский и воевода

Стрешневы владели городской усадьбой в Камергерском переулке и подмосковной (ныне — в пределах г. Москвы у южной оконечности Химкинского водохранилища) усадьбой Покровское-Стрешнево (1664—1917).